# Per Olof Lundell
Per Olof Lundell (i riksdagen kallad Lundell i Ebbetorp), född 9 februari 1849 i Kläckeberga socken, Kalmar län, död 14 september 1921 på Ebbetorp i Dörby församling, Kalmar län, var en svensk lantbrukare och riksdagsman.
Lundell var son till en lantbrukare, och ägare till lantbruket Ebbetorp i Småland. Han var sedan 1880 med endast ett par års avbrott landstingsman och sedan 1886 ledamot av Kalmar läns södra hushållningssällskaps förvaltningsutskott, han var från 1894 ledamot av riksdagens andra kammare, först invald i Norra Möre och Stranda domsagas valkrets, senare invald i Kalmar läns valkrets.
I riksdagen tillhörde Lundell Lantmannapartiet och det i januari 1912 av detta och Nationella framstegspartiet bildade Lantmanna- och borgarpartiet, i vars förtroenderåd han var suppleant. Lundell var ledamot av tillfälligt utskott 1894, av särskilt utskott 1903–1904, suppleant i åtskilliga utskott samt statsrevisor 1902–1904. Han var 1910–1914 ledamot av jordbruksutskottet. I riksdagen skrev han 39 egna motioner, främst om jord- och skogsbruksfrågor men också om sociala ämnen som allmän ålderdoms- och invaliditetspensionering. Lundell lämnade riksdagen 1919.
Per Olof Lundell är gravsatt på Dörby kyrkogård.